# Radiotelevizija Slovenija
Radiotelevizija Slovenija (en abrégé RTV SLO ; litt. « Radio-télévision de Slovénie ») est l'entreprise de radio-télévision publique de la Slovénie. Fondée en 1928 sous le nom de Radio Ljubljana, elle dépend alors de la radiodiffusion nationale du royaume des Serbes, Croates et Slovènes, remplacée un an plus tard par la radiodiffusion yougoslave.
Devenue formellement indépendante en 1991, la radio-télévision slovène opère des chaînes de télévision diffusant au niveau national et régional, des stations de radio nationales, régionales et à vocation internationale. 
Elle est chargée de la préservation des archives de la radio-télévision et possède un centre multimédia, une société de production discographique (Založba kaset in plošč Radiotelevizije Slovenija) et un orchestre symphonique (Simfonični orkester RTV Slovenija).
La loi slovène sur l'audiovisuel public (Zakon o RTV Slovenija) donne obligation à la société de promouvoir les cultures minoritaires. Les différentes chaînes de télévision et stations de radio diffusent ainsi des émissions spécifiques dans les différentes langues régionales de la république (slovène, italien et hongrois).
La radio-télévision slovène est membre actif de l'union européenne de radio-télévision depuis le 1er janvier 1993.

## Histoire

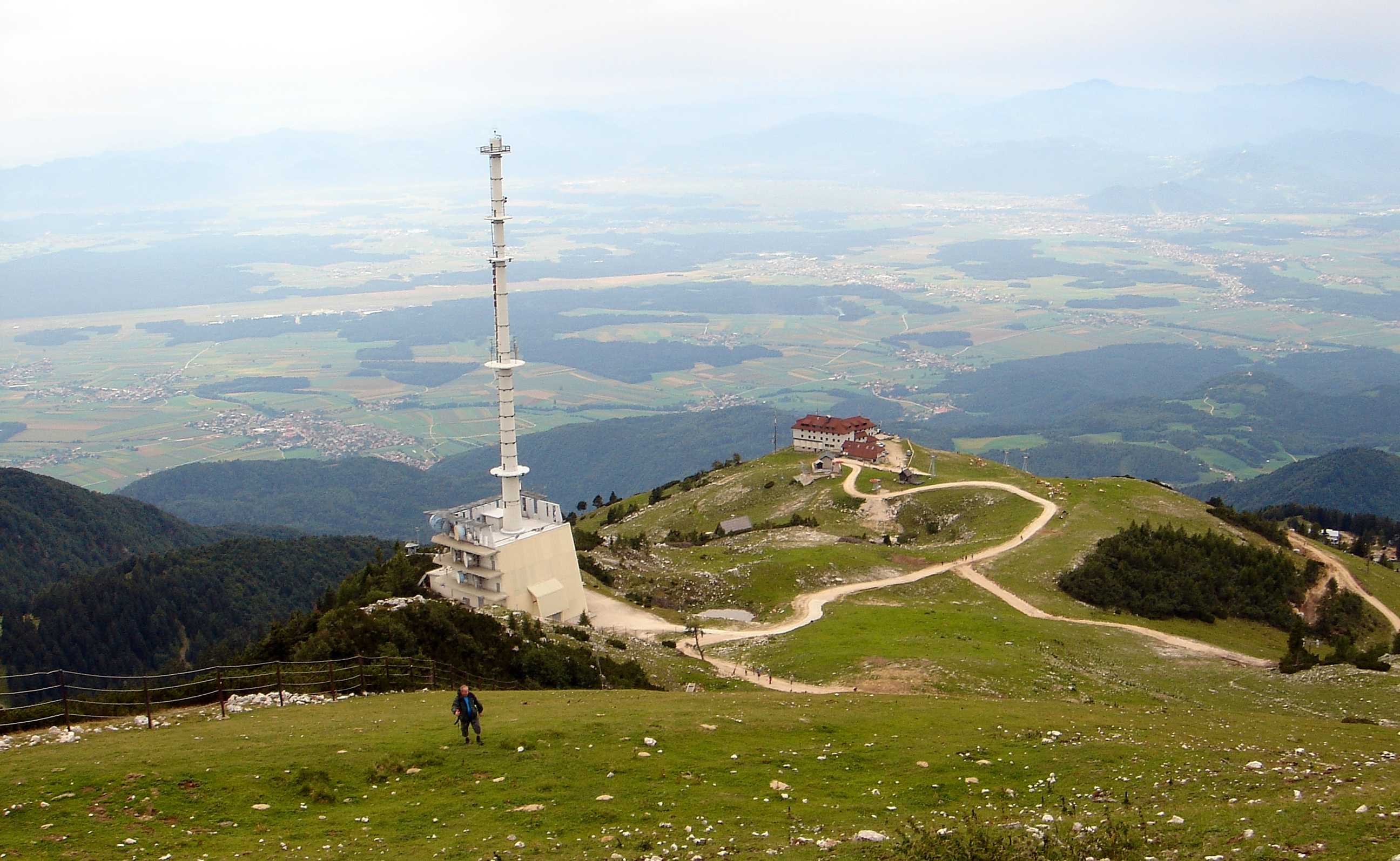
Un des émetteurs de la RTV Slovénie (émetteur situé sur le Mont Krvavec).

Les premières émissions expérimentales de la radio slovène débutent le 1er septembre 1928, dans le cadre de la radiodiffusion du royaume des Serbes, Croates et Slovènes. Le 28 octobre, elle émet de manière régulière. Quelques années plus tard, l'invasion du pays par les forces de l'axe place une partie du pays sous administration italienne. Cinq jours après le déclenchement des hostilités, le 11 avril 1941, l'émetteur de Domžale (au nord de la capitale) est mis hors d'état de fonctionner par les nouveaux occupants.
Le 1er avril 1949 débutent les premières émissions expérimentales de télédiffusion. Elles aboutissent à la création de la première chaîne de télévision yougoslave le 28 novembre 1958. Le temps d'antenne de celle-ci est partagé entre des émissions produites par l'ensemble des républiques fédérées, dont 30 % sont des productions slovènes. Le 15 avril 1968 marque un tournant dans l'histoire de la télévision yougoslave avec l'introduction des premières émissions en langue slovène (auparavant, toutes les émissions étaient produites en serbo-croate). 
Quelques années plus tard, une seconde chaîne de télévision est mise en service. Ce second programme est d'abord consacré à la présentation d'émissions en provenance des autres républiques yougoslaves, avant que le nombre de productions slovènes ne s'accroisse progressivement durant les années 1980.
Une première chaîne de télévision régionale est lancée en 1971 sous le nom de TV Koper-Capodistria. Celle-ci se distingue par des émissions en langue italienne, qui en raison de la proximité de la frontière sont aisément recevables en dehors du territoire yougoslave. Cette nouvelle chaîne connaît un grand succès en Italie, où le paysage audiovisuel est encore dominé par la RAI, qui détient un monopole absolu sur les ondes télévisées.
Dans les années 1970, TV-Ljubljana voit peu à peu l'introduction des émissions en couleur. Le télétexte est créé en 1984 et en 1989, Radio Ljubljana débute des transmissions en RDS.
En 1990, un an avant que la république ne fasse sécession, RTV Ljubljana est rebaptisée RTV Slovenija. Elle devient membre à part entière de l'union européenne de radio-télévision le 1er janvier 1993.
La création d'une troisième chaîne de télévision nationale intervient en mai 2008. Contrairement aux deux premières chaînes du réseau, celle-ci diffuse essentiellement des émissions politiques, des informations, des documentaires et des débats. Elle retransmet également en direct les sessions du parlement et les grands événements politiques. Quelques mois plus tard, la télévision slovène teste ses premières émissions en haute définition (retransmission des jeux olympiques de Pékin).

## Activités
La radio-télévision slovène opère trois chaînes de télévision diffusant au niveau national (TV Slovenija 1, TV Slovenija 2, TV Slovenija 3), deux chaînes de télévision régionales (TV Koper (en langue italienne) et TV Maribor), trois stations de radio nationales (A1, Val 202 et ARS), quatre stations de radio régionales (Radio Capodistria, Radio Koper, Radio Maribor, Pomurski madžarski radio) et une station de radio à vocation internationale (Radio Slovenia). 

### Télévision
| Logo | Chaîne                                                                                         | Date de création  | Actionnaires  |
| ---- | ---------------------------------------------------------------------------------------------- | ----------------- | ------------- |
|      | TV SLO 1 Chaîne généraliste nationale                                                          | 11 novembre 1958  | 100 % RTV SLO |
|      | TV SLO 2 Chaîne généraliste nationale                                                          | 1970              | 100 % RTV SLO |
|      | TV SLO 3 Chaîne thématique dédiée aux retransmissions parlementaires et aux affaires courantes | 23 mai 2008       | 100 % RTV SLO |
|      | TV Koper-Capodistria Chaîne généraliste régionale en langue slovène et italienne               | 6 mai 1971        | 100 % RTV SLO |
|      | Televizija Maribor Chaîne généraliste régionale en langue slovène et hongroise                 | 22 septembre 2002 | 100 % RTV SLO |

### Radio
| Logo | Radio                                                                           | Date de création   | Actionnaires  |
| ---- | ------------------------------------------------------------------------------- | ------------------ | ------------- |
|      | Prvi Radio généraliste                                                          | 1er septembre 1928 | 100 % RTV SLO |
|      | Val 202 Radio généraliste                                                       | 16 juin 1972       | 100 % RTV SLO |
|      | ARS Radio thématique culturelle                                                 |                    | 100 % RTV SLO |
|      | Radio Koper Radio généraliste régionale en langue slovène                       | 25 mai 1949        | 100 % RTV SLO |
|      | Radio Capodistria Radio généraliste régionale en langue italienne               | 25 mai 1949        | 100 % RTV SLO |
|      | Radio Maribor Chaîne généraliste régionale en langue slovène                    |                    | 100 % RTV SLO |
|      | MMR – Pomurski madžarski radio Chaîne généraliste régionale en langue hongroise |                    | 100 % RTV SLO |
|      | Radio Slovenia International Radio généraliste internationale                   | 1982               | 100 % RTV SLO |